# ゴールデン・ナゲット・ラスベガス
ゴールデン・ナゲット (Golden Nugget Las Vegas) は、アメリカ合衆国ネバダ州ラスベガスにあるカジノホテルである。市内で最も古いホテルの一つである。
ホテルには 2419 室の客室があります。

## アメニティ
- ザ タンク - スイミングプールや水族館[2]
- フィットネスセンター
- ウェディングチャペル